# Teofilantropía

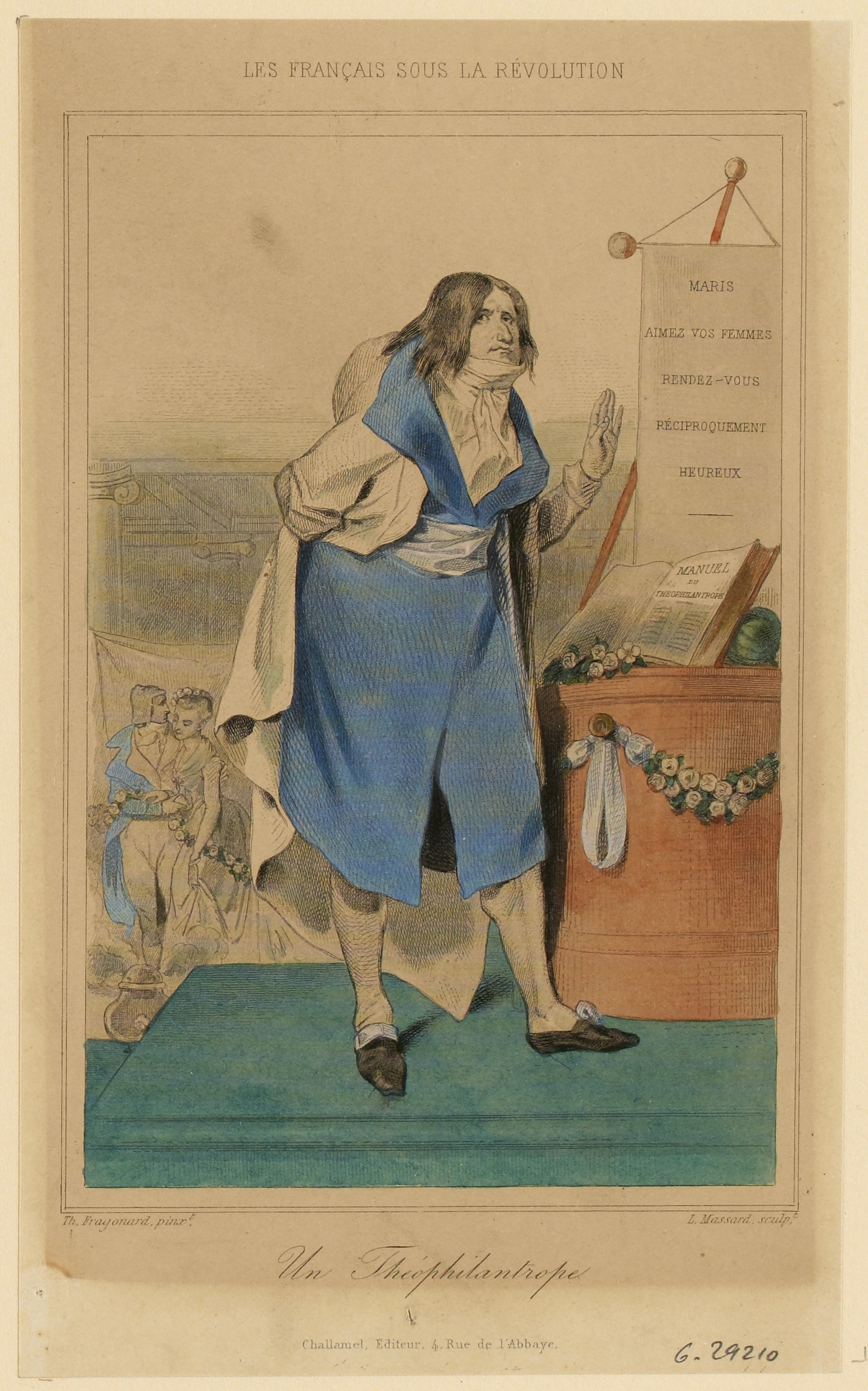
Teofilántropo por Téophile Fragonard (1843)

La teofilantropia es un culto nacido durante la Revolución francesa, que quería encontrar una alternativa a la descristianización proponiendo el culto a una religión «natural», con los «Amis de Dieu et des hommes (Amigos de Dios y de los hombres)». 
Estas ceremonias que ponen en escena el Culto de la Razón y del Ser supremo, tienen lugar en las diferentes fiestas y conmemoraciones revolucionarias previstas por la Asamblea Nacional Constituyente de 1789, uno de cuyos oficiadores será Rabaut de Saint-Étienne. 

## Nacimiento de la Teofilantropía
El fundador de la Teofilantropia es Jean-Baptiste Chemin-Dupontes, denominado «Chemin fils», nacido hacia 1760 y muerto hacia 1852 Sin duda hijo de librero, Chemin hizo estudios de teología en un seminario y fue librero en París cuando estalló la Revolución. estuvo en esta época en relación con el abad Claude Fauchet (1744-1793), partidario de un catolicismo nacional y futuro obispo constitucional de Calvados. 
Partidario moderado de la Revolución, Chemin edita sus propios trípticos patrióticos, a menudo quitado el sueño por la neutralidad: 
- La Ami des jeunes patriotas (El Amigo de los jóvenes patriotas)
- La morale des sans-culottes (La moral de los sans-culottes)
- Le Pour et le contre (El para y el contra)
- El Alphabet républicain (El Alfabeto republicano) (año II, una especie de catecismo del Ser supremo y de la religión natural)

Tras el 9 de termidor, se coloca del lado de los republicanos moderados, y lanza la idea, en septiembre de 1796, de un culto familiar, deísta y humanitario, que denomina «théoanthropophilie». Entonces publica su Manual. Este nuevo culto conoce un cierto éxito en París, sobre todo con Valentin Haüy, que lanza el culto en diciembre de 1796, bajo el nombre de «théophilanthropie». 

## Principios filosóficos
Las ideas fueron concretadas en el Manuel des théophilanthropes. La teofilantropía se define como una religión «razonable», teniendo las ventajas de las religiones antiguas sin los inconvenientes, siendo una religión innata al Hombre, base de todos los cultos a la tierra. La teofilantropía permitiría reconciliar a hombres e Iglesias, puesto que toda discusión metafísica o teológica está proscrita. No tomados más que dos dogmas «socialmente útiles»: la existencia de Dios y la inmortalidad del alma. 
La moral de este nuevo culto se basaba en las leyes naturales, la conciencia juzgando el Bien y el Mal, así como sobre los deberes del hombre hacia sus semejantes y su patria.

## Práctica del culto
La teofilantropía se practicaba bajo la forma de un culto familiar y de ceremonias públicas: «Fiestas religiosas y morales», en templos decorados de inscripciones morales y de un altar desposeído, evocaciones al «Padre de la Natura», exámenes de conciencia, himnos, lecturas, etc. 
El Código religioso y moral de los teofilántropos, escrito en el año VI, retoma los principales textos del grupo. 
El primer culto tiene lugar en enero de 1797 en la iglesia Sainte-Catherine en París, ante las familias de los fundadores y los alumnos de Haüy. La importante afluencia requirió una segunda ceremonia. La teofilantropía encontró la rápida adhesión de algunos políticos, como el empresario y economista Dupont de Nemours, el diputado en el Consejo de Ancianos Goupil de Préfelne o el pintor Jacques-Louis David. 
El apoyo dado por el uno de los miembros del Directorio (La Révellière-Lépeaux), dio notoriedad al movimiento a partir de abril de 1797. La Révellière pretendía reforzar la República reemplazando el catolicismo por otra religión. Llegaron entonces los apoyos de Bernardin de Saint-Pierre, Marie-Joseph de Chénier o Thomas Paine.

## Desarrollo de la Teofilantropía
El movimiento tomó una connotación cada vez más anticatólica. El grupo fundó escuelas y recibió la autorización para desarrollar su culto en 19 iglesias parisinas, conjuntamente con los cultos constitucionales y refractarios. La Teofilantropia se desarrolló igualmente en las provincias. Este desarrollo es parado por la voluntad de dar valor el culto decadario por François de Neufchâteau, ministro del Interior. 
Hubo una tentativa de relanzar las actividades teofilantrópicas bajo el nombre de «teísmo» (clase de masonería abierta) privilegiando el carácter filosófico del culto, si bien fracasó. 
La nueva religión suscita los adversarios que intentaron ridiculizar a sus adeptos denominándolos: «Las Filous en troupe (Los Estafadores en tropel)». Las reuniones teofilantrópicas fueron prohibidas en los edificios nacionales (iglesias) por un decreto de 12 de vendimiario del año X, después el culto fue totalmente prohibido en marzo de 1803. Ciertos grupos teistas perduraron todavía algún tiempo en provincias, sobre todo en Yonne. 
Jean-Baptiste Chemin volvió entonces a la francmasonería (era venerable de la Logia de los Siete Escoceses reunidos en 1815, y miembro del Gran Oriente de Francia). 
Más tarde, el sacerdote y filósofo griego Theophilos Kairis fundó la «teosebia», inspirada de la teofilantropía francesa. fue anatematizado por la Iglesia ortodoxa en 1839. 
Al final del siglo XIX, Joseph Décembre, denominado Décembre-Alonnier (1831-1906) intentó revivir la teofilantropía (1882, fundación del Comité central teofilantrópico). Librero bastante deshonesto, intenta, sobre todo, con un espíritu muy anticlerical, transformar una corriente espiritual en filón comercial con los francmasones y los ocultistas.